# Asphodelus gracilis
Asphodelus gracilis är en grästrädsväxtart som beskrevs av Braun-blanq. och René Charles Maire. Asphodelus gracilis ingår i släktet afodiller, och familjen grästrädsväxter. Inga underarter finns listade i Catalogue of Life.